# Gegantó Martí del Clot
El Gegantó Martí del Clot és un gegantó, fill dels gegants Clotus i Melis, que representa un nen aprenent de mag, vestit amb una túnica de ratlles blaves i grogues i amb un casquet al cap. Com a complements, porta una baldufa a la mà esquerra i té una granota a l'espatlla.
La iniciativa de construir en Martí sorgeix de la colla mateix, que uns quants anys després d'adquirir la parella de gegants s'adona de la necessitat de tenir una figura que pugui ser portada pels geganters més joves. Així, el 2000 s'encarregà la tasca de fer un gegantó a Manel Casserras i Solé, i aquell any mateix es pogué presentar a la festa major del Clot. El batejaren amb el nom de Martí per homenatjar el patró del barri.
El gegantó Martí participa en el ball dels seus pares, amb una peça composta expressament per Xavier Muixenc i coreografia de Jordi Vallverdú. Es poden veure any rere any a la seva trobada, per Sant Martí, durant la festa del barri, on fan d'amfitrions juntament amb els Gegants de Sant Josep de Calassanç, els de Pineta i els de la Verneda.
La Colla de Gegants del Clot, que pertany a la secció de Cultura de l'Orfeó Martinenc, és l'encarregada de passejar i fer ballar en Martí i els seus pares en celebracions i cercaviles del barri i de tota la ciutat. També treu el capgròs Charlie Rivel i té una colla de grallers que porten la música i el ritme de la festa i que anuncien l'arribada dels gegants.